# Nithia Castorena-Sáenz
Nithia Castorena-Sáenz (Ojinaga, Chihuahua, 8 de febrero de 1981) es una académica y escritora mexicana. Ha publicado dos libros: "Centro de justicia para las mujeres. Su historia." y "Estaban ahí. Las mujeres en los grupos armados de Chihuahua (1965-1972)", este último la hizo ganadora del Premio Chihuahua 2017 en el área de Investigación en Humanidades. Sus investigaciones y publicaciones, con un enfoque feminista y crítico, han tenido un impacto en la política pública en temas de género, niñas, niños y adolescentes, justicia y democracia en el estado de Chihuahua.  

## Estudios
Inició sus estudios profesionales en 1999, titulándose en Ingeniería en Mecánica Industrial por el Instituto Tecnológico de Chihuahua en el 2004. Antes de concluir dicho grado académico, inició sus estudios en Derecho en el 2002 en la Universidad Autónoma de Chihuahua para concluirlos en el 2005. 
Del 2010 al 2012 realizó una maestría en Historia en la Universidad Autónoma de Ciudad Juárez. Posteriormente, en 2015 realizó una Especialidad en el Programa Regional de Formación en Género y Políticas Públicas de la Facultad Latinoamericana de Ciencias Sociales. 
Finalmente en 2022, concluyó su Doctorado en Filosofía con acentuación en estudios de la cultura en la Universidad Autónoma de Nuevo León. 
Además  ha realizado una diversidad de estudios como: un diplomado en bioética y bioderecho, diplomado en Teoría e Investigación Feminista, diplomado en Seguridad Ciudadana con Enfoque de Género y Derechos Humanos, diplomado en Historia Regional, y en 2011 realizó un diplomado en Metodología del Proyecto Estratégico para la Seguridad Alimentaria por la Organización de las Naciones Unidas para la Alimentación y la Agricultura (FAO).

## Incidencia en política pública
Gracias a su trayectoria académica, ha sido invitada por diversas instancias públicas para llevar a cabo investigaciones que han tenido impacto en las políticas públicas chihuahuenses. 
En 2021 en conjunto con el Instituto Chihuahuense de la Mujer y la Facultad de Filosofía y Letras de la Universidad Autónoma de Chihuahua realizó su publicación Reconstrucción histórica que culminó en la creación del primer Centro de Justicia para las Mujeres en el país.
Participó en 2020 en el Diagnóstico de la Fiscalía Especializada en Violaciones a Derechos Humanos y Desaparición Forzada (FEVDHDF) de la Fiscalía General del Estado de Chihuahua, a petición del Centro de Derechos Humanos de las Mujeres, A.C. Además en 2018, realizó el diseño y sistematización de investigación para el análisis de las candidaturas independientes, a petición de la Red por la Participación Ciudadana A.C. y el Instituto Estatal Electoral (Chihuahua). 
En 2013 fue la responsable de la elaboración del manual del Programa de Transversalización de la Perspectiva de Género para las instancias estatales y descentralizadas del estado de Chihuahua y en 2003 coordinó el Diagnóstico Estatal de Políticas Públicas Juveniles: Derechos Sexuales y Reproductivos, la cual fue resultado de una beca de la Fundación MacArthur para lograr una mayor participación política juvenil en las políticas públicas en este tema. De 2017 a 2018 fue la responsable de investigación en el Sistema Estatal para la Protección Integral de los Derechos de Niñas, Niños y Adolescentes (SIPINNA- Chihuahua).  

## Publicaciones
Ha publicado dos libros: Centro de justicia para las mujeres. Su historia, Instituto Chihuahuense de las Mujeres en el 2021, y Estaban ahí. Las mujeres en los grupos armados de Chihuahua (1965-1972) en 2019.
En 2017, le otorgaron un premio por la  publicación del libro de cuentos El olor del tiempo en la colección Nakarowari, convocada por el Instituto de Cultura del Municipio de Chihuahua. 
Ha realizado decenas de publicaciones académicas en temas de derechos humanos, género, derechos sexuales y reproductivos y ciencias sociales. 

## Vida profesional
Ha sido docente en el Instituto de Pedagogía Crítica, Centro de Bachillerato Tecnológico Industrial y de Servicios #158 “Manuel Ojinaga”, en la Escuela Normal Superior “José E. Medrano R.” y a la fecha es docente en la Facultad de Filosofía y Letras de la Universidad Autónoma de Chihuahua.
Ha diseñado, coordinado e impartido seminarios para el Consejo Nacional para la Cultura y las Artes, el Instituto Chihuahuense de la Cultura, así como diseñado e impartido un diplomado en conjunto con el Instituto Nacional de las Mujeres. 
Del 2017 al 2020 fue Comisionada del Consejo General de la Comisión Ejecutiva de Atención a Víctimas en el estado de Chihuahua (CEAVE).